# EXPSPACE
In der Komplexitätstheorie steht EXPSPACE (Exponential Space) für die Komplexitätsklasse der Entscheidungsprobleme, die von einer deterministischen Turingmaschine in durch {\displaystyle {\mathcal {O}}\left(2^{p(n)}\right)} Platz entschieden werden können,
wobei {\displaystyle p(n)} ein beliebiges Polynom ist. Betrachtet man nicht-deterministische Turingmaschinen, so erhält man die Klasse NEXPSPACE.
Nach dem Satz von Savitch gilt EXPSPACE = NEXPSPACE.
In der DSPACE / NSPACE-Notation ausgedrückt gilt also:
{\displaystyle {\mbox{EXPSPACE}}=\bigcup _{k\in \mathbb {N} }{\mbox{DSPACE}}\left(2^{n^{k}}\right)=\bigcup _{k\in \mathbb {N} }{\mbox{NSPACE}}\left(2^{n^{k}}\right).}

## Beziehung zu anderen Komplexitätsklassen
Die folgenden Beziehungen sind bekannt:
NP {\displaystyle \subseteq } PSPACE = NPSPACE {\displaystyle \subseteq } EXPTIME {\displaystyle \subseteq } NEXPTIME {\displaystyle \subseteq } EXPSPACE = NEXPSPACE
und darüber hinaus PSPACE {\displaystyle \subset } EXPSPACE

## Vollständigkeit
Es gibt EXPSPACE-vollständige Probleme. Ein Beispiel ist das Problem festzustellen, ob zwei gegebene reguläre Ausdrücke die gleiche Sprache erzeugen, wobei die Ausdrücke nur die Operatoren Vereinigung, Verkettung, Kleenesche Hülle und Verdopplung enthalten. In den üblichen Notationen regulärer Ausdrücke wären also nur
- Vereinigung: (x|y), erkennt x oder y,
- Verkettung: xy, erkennt x und dann y,
- Kleenesche Hülle: x*, erkennt x beliebig oft, ggf. gar nicht, und
- Dopplung: x{2}, erkennt x genau zweimal,

erlaubt, wobei x und y bereits nach diesem Schema korrekt gebildete Ausdrücke oder Literale aus dem gegebenen Alphabet sind. Die Zeichen (, |, ), * und {2} werden als nicht Teil des Literal-Alphabets aufgefasst.
Die Dopplung ist nur ein Symbol mehr, wohingegen das Verketten von x mit sich selbst die Größe der Eingabe maßgeblich erhöht.
Dieselbe Frage ohne Kleenesche Hülle stellt ein NEXPTIME-vollständiges Problem dar.